# Emily Deschanel
Emily Erin Deschanel (Los Angeles, 11 de outubro de 1976) é uma atriz estadunidense mais conhecida por sua participação na série Bones, no papel da Dr. Temperance "Bones" Brennan. Ela também participou do filme Spider-Man 2. É irmã da também atriz e cantora Zooey Deschanel.

## Biografia
Emily nasceu em Los Angeles, Califórnia. Filha do renomado diretor de fotografia Caleb Deschanel.
Entre seus trabalhos mais recentes estão filmes de sucesso, como Cold Mountain, de Anthony Minghella e Spider-Man 2, de Sam Raimi. Em outubro de 2004 foi citada pela revista Interview como um dos seis atores jovens mais promissores do mercado. Também destacou-se no filme Glory Road, co-estrelado por Josh Lucas e Derek Luke e produzido por Jerry Bruckheimer.
Participou do Festival Internacional de Toronto de 2003 e do Sundance em 2004 com o filme independente Easy, dirigido por Jane Weinstock.
Na televisão, a atriz fez participações especiais nas séries Crossing Jordan, Providence e Law & Order: SVU. No teatro, Deschanel, membro da Interact Theatre Company, destacou-se nas peças Our Town e Três Irmãs.
De 2005 a 2017 participou da série de televisão Bones, apresentada pela FOX.
Em 2019 entrou para a 4º temporada da série Animal Kingdom exibida pelo canal TNT.

### Vida pessoal
Emily é defensora de causas pelos direitos dos animais e é vegan. Ela pode ser vista em um vídeo Access Hollywood no evento do lançamento do livro de Karen Dawn Agradecendo: repensar na forma como tratamos os animais, vivendo como vegetarianos e colaborando com dietas que ajudam o meio ambiente.
Em 25 de setembro de 2010 casou-se em segredo com o ator, roteirista e diretor David Hornsby. A cerimônia aconteceu na casa dos pais dela em Los Angeles. O casamento pegou de surpresa os fãs e inclusive a imprensa e teve sua recepção totalmente vegan.
Em 31 de março a revista estadunidense People divulgou sua gravidez, confirmada por sua irmã Zooey Deschanel via Twitter. Em 21 de setembro de 2011 Emily deu à luz um menino chamado Henry Hornsby, fruto de seu relacionamento com David Hornsby. E em junho de 2015, deu à luz seu segundo filho, Calvin Hornsby.

## Carreira

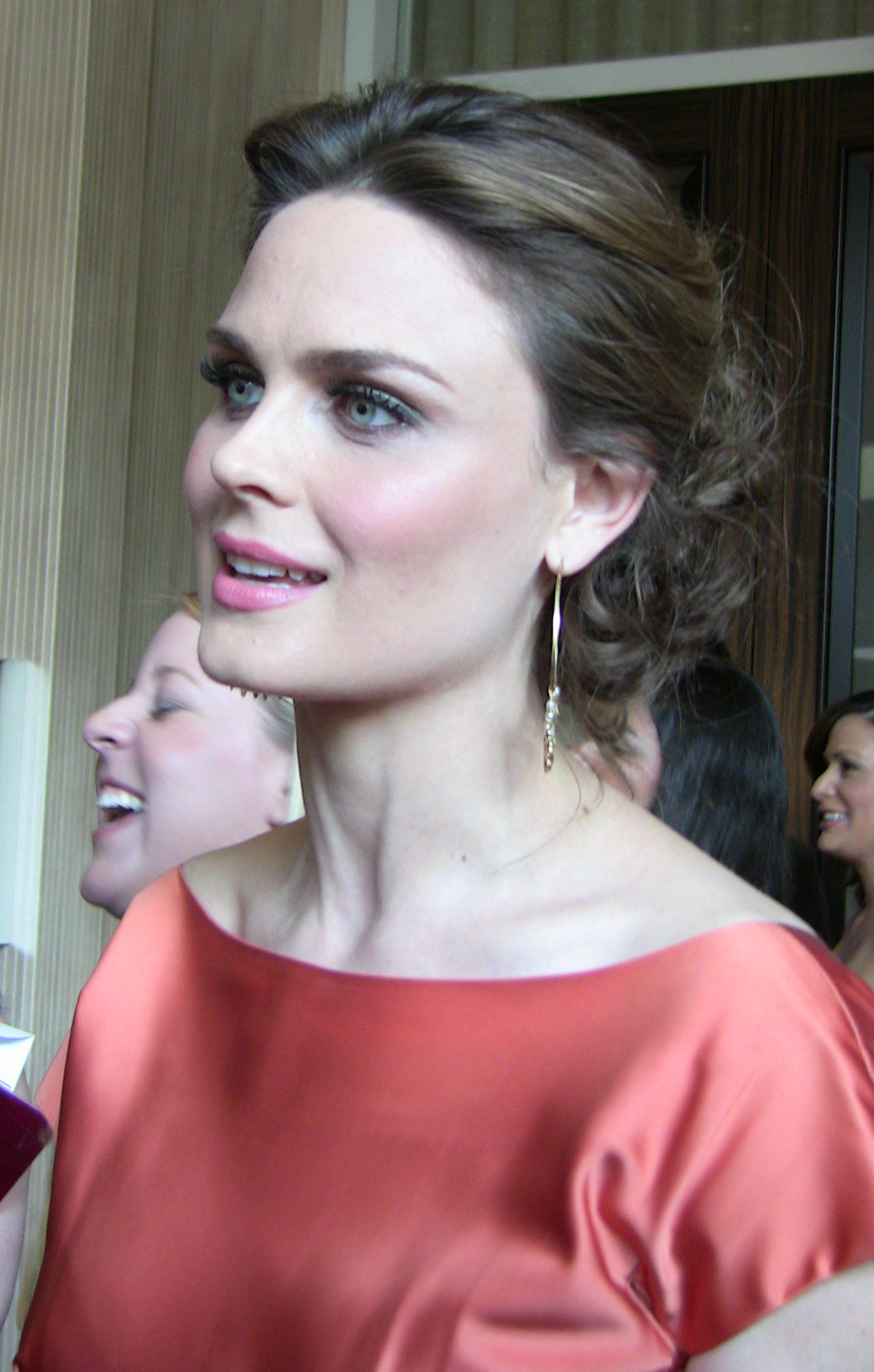
Emily Deschanel, março de 2009.

| Ano       | Título                            | Título em português                                 | Personagem                                | Notas                                                     |
| --------- | --------------------------------- | --------------------------------------------------- | ----------------------------------------- | --------------------------------------------------------- |
| 1994      | It Could Happen to You            | br: Atraídos pelo Destino pt: Poderia Acontecer-te  | Ativista contra peles que arremessa tinta |                                                           |
| 2000      | It's a Shame About Ray            |                                                     | Maggie                                    | Curta-metragem                                            |
| 2001      | The Heart Department              |                                                     | Maude Allyn                               | TV                                                        |
| 2002      | Rose Red                          | br: A Casa Adormecida                               | Pam Asbury                                | TV                                                        |
| 2002      | Law & Order: Special Victims Unit |                                                     | Cassie Germaine                           | TV, 1 episódio: "Surveillance"                            |
| 2002      | Providence                        |                                                     | Annie Franks                              | TV, 2 episódios: "Cloak & Dagger" and "The Eleventh Hour" |
| 2003      | The Dan Show                      |                                                     | Sam                                       | TV                                                        |
| 2003      | Easy                              |                                                     | Laura Harris                              |                                                           |
| 2003      | Cold Mountain                     |                                                     | Sra. Morgan                               |                                                           |
| 2004      | The Alamo                         |                                                     | Rosanna Travis                            |                                                           |
| 2004      | Crossing Jordan                   |                                                     | Michelle                                  | TV, 1 episódio: "All the News Fit to Print"               |
| 2004      | Spider-Man 2                      | br/pt: Homem-Aranha 2                               | Recepcionista                             |                                                           |
| 2004      | Old Tricks                        |                                                     | Mulher                                    | Curta-metragem                                            |
| 2005      | Boogeyman                         | br: O Pesadelo pt: Quem Tem Medo do Papão?          | Kate Houghton                             |                                                           |
| 2005      | Mute                              |                                                     | Claire                                    | Curta-metragem                                            |
| 2005      | That Night                        |                                                     | Annie                                     | Curta-metragem                                            |
| 2005–2017 | Bones                             | pt: Ossos                                           | Temperance "Bones" Brennan                | TV, 222 episódios                                         |
| 2006      | Glory Road                        | br: Estrada para a Glória pt: Caminho para a Glória | Mary Haskins                              |                                                           |
| 2007      | The Diagnosis                     |                                                     | Maggie                                    | Curta-metragem                                            |
| 2009      | My Sister's Keeper                | br: Uma Prova de Amor pt: Para a minha Irmã         | Dra. Farquad                              |                                                           |
| 2009      | Tit for Tat                       |                                                     | Emily                                     | TV                                                        |
| 2010      | The Cleveland Show                |                                                     | Julia Roberts                             | TV, 1 episódio: "Cleveland Live!", TV                     |
| 2011      | The Perfect Family                |                                                     | Shannon Cleary                            |                                                           |
| 2011      | The Cleveland Show                |                                                     | Ela própria                               | TV, 1 episódio: "Hot Cocoa Bang Bang", voz                |
| 2019      | Animal Kingdom                    |                                                     | Angela                                    |                                                           |